# Euproctis alikangiae
Euproctis alikangiae är en fjärilsart som beskrevs av Embrik Strand 1914. Euproctis alikangiae ingår i släktet Euproctis och familjen tofsspinnare. Inga underarter finns listade i Catalogue of Life.